# Пинчук, Алексей Вячеславович
Алексе́й Вячесла́вович Пинчу́к (укр. Олексій Вячеславович Пінчук; 17 февраля 1992, Днепропетровск, Украина) — украинский футболист, защитник

## Клубная карьера
Воспитанник днепропетровского футбола. Первый тренер — Геннадий Иванович Табала. После завершения обучения играл во второй лиге сначала за «Днепр-75», а затем за «Днепр-2». После завершения контракта со второй командой «днепрян» руководство днепродзержинской «Стали» предложило Пинчуку перейти в их команду. В новой команде футболист дебютировал 14 июля 2012 года в игре против «УкрАгроКома», который «сталевары» проиграли со счетом 0:1. В составе днепродзержинцев провёл два полных сезона, по результатам второго из которых команда завоевала путёвку в первую лигу.
Летом 2014 года Пинчук заключил контракт с клубом армянской Премьер-лиги «Гандзасар», который тренировал украинский специалист Сергей Пучков. В составе этой команды футболист провёл 9 матчей в чемпионате, 1 матч в Кубке. Во время зимнего перерыва в чемпионате Сергей Пучков покинул «Гандзасар». Вслед за ним из клуба ушли и украинские легионеры Артём Прошенко, Борис Орловский, Антон Монахов. В числе ушедших был и Алексей Пинчук. Кроме этих футболистов в команде при Пучкове выступали ещё два украинца — Марат Даудов и Василий Палагнюк.
После возвращения на Украину, футболист отправился в Днепродзержинск, где нашёл взаимопонимание с руководством своего бывшего клуба и в итоге подписал со «Сталью» новый контракт. Затем выступал за «Сумы», провёл за команду 16 матчей, а 17 декабря 2015 года стало известно, что футболист расторг контракт с клубом.
3 марта 2021 года, выступая за клуб «Скорук», в товарищеском матче совершил неоправданно грубый фол против восемнадцатилетнего игрока молодежки «Днепр-1» Александра Килыка, нанеся тому травму угрожающую дальнейшей карьере. 29 апреля 2021 получил пожизненную дисквалификацию от КДК УАФ.

## Достижения
- Серебряный призёр Первой лиги Украины (1): 2014/15

## Вне футбола
В 2013 окончил экономический факультет Днепропетровского Национального горного университета.